# Шевно
Шевно (пол. Szewno, нім. Mendenau; before 1907: Schewno) — село в Польщі, у гміні Свекатово Свецького повіту Куявсько-Поморського воєводства.
У 1975-1998 роках село належало до Бидгощського воєводства.